# Oncocalamus tuleyi
Oncocalamus tuleyi là loài thực vật có hoa thuộc họ Arecaceae. Loài này được Sunderl. mô tả khoa học đầu tiên năm 2002.